# وزارة المعارف (العراق)
وزارة المعارف كانت وزارة أصيلة في الحكومات العراقية منذ تأسيس الدولة العراقية وفي الوزارة النقيبية الأولى، حيث مدمجة مع وزارة الصحة وكان اسمها «وزارة المعارف والصحة العمومية» وأسند أمرها إلى عزت باشا الكركوكلي، إلاّ أنه ترك منصبه في 29 كانون الثاني 1921 ليتولى أعمال وزارة الأشغال والمواصلات، فأسندت إلى محمد مهدي بحر العلوم في 22 شباط 1921، وبقي في هذا المنصب حتى 23 آب 1921، وهو يوم استقالة الوزارة النقيبية الأولى بعد تتويج فيصل الأول ملكاً على العراق. وأصبحت وزارة المعارف وزارة منفصلة في 10 أيلول 1921 وكان ذلك في الوزارة النقيبية الثانية. وفي 27 أيلول 1921، أسند منصب وزير المعارف إلى محمد علي هبة الدين الشهرستاني.
تولت وزارة المعارف شؤون التربية والتعليم في البلاد، وأصبحت الإدارة التعليمية في العراق مركزية ووزير المعارف هو المرجع الأعلى في الوزارة، والمسؤول عن إدارة شؤونها وعن قيام جميع الموظفين بواجباتهم على أتمّ وجه، فالتعليم في العراق أصبح عملاً حكومياً بيد وزير مختص من أعضاء الوزارة القائمة وباسمه تصدر جميع التعليمات والأوامر وبإشرافه ورقابته تنفذ التعيينات والترقيات كافة.
في 12 كانون الثاني 1970، استحدثت وزارة التعليم العالي والبحث العلمي وكانت سعاد خليل إسماعيل أول وزيرة للتعليم العالي والبحث العلمي، وبذا فصلت عن وزارة التربية.

## وزراء العهد الملكي
بلغ عدد الأشخاص الذين شغلوا منصب وزير المعارف خلال العهد الملكي 40 وزيرا، وهم:
- عزت باشا الكركوكلي
- محمد مهدي بحر العلوم الطباطبائي
- هبة الدين الشهرستاني
- عبد المحسن شلاش
- عبد الحسين الجلبي
- محمد حسن أبو المحاسن
- جعفر العسكري
- محمد رضا الشبيبي
- حكمت سليمان
- عبد المهدي المنتفكي
- ياسين الهاشمي
- محمد أمين زكي
- توفيق السويدي
- خالد سليمان
- عباس مهدي
- صالح جبر
- جلال بابان
- صادق البصام
- يوسف عز الدين
- سامي شوكت
- جعفر حمندي
- محمد حسن سلمان
- تحسين علي
- عبد الإله حافظ
- إبراهيم عاكف الآلوسي
- نوري القاضي
- توفيق وهبي
- خليل إسماعيل كنه
- عبد الله الدملوجي
- قاسم خليل
- عبد المجيد القصاب
- جميل الأورفلي
- محمد فاضل الجمالي
- منير القاضي
- أحمد مختار بابان
- عبد الحميد كاظم

## العهد الجمهوري
الوزراء الذين شغلوا منصب وزير المعارف في حكومة عبد الكريم قاسم هم:
- الدكتور جابر عمر، في عهده تغير اسم الوزارة إلى وزارة التربية والتعليم
- السيد هديب الحاج حمود، بمنصب وزارة التربية والتعليم
- الزعيم الركن محيي الدين عبد الحميد، أعيدت التسمية إلى وزارة المعارف
- الزعيم الركن إسماعيل العارف